# Wasserboot

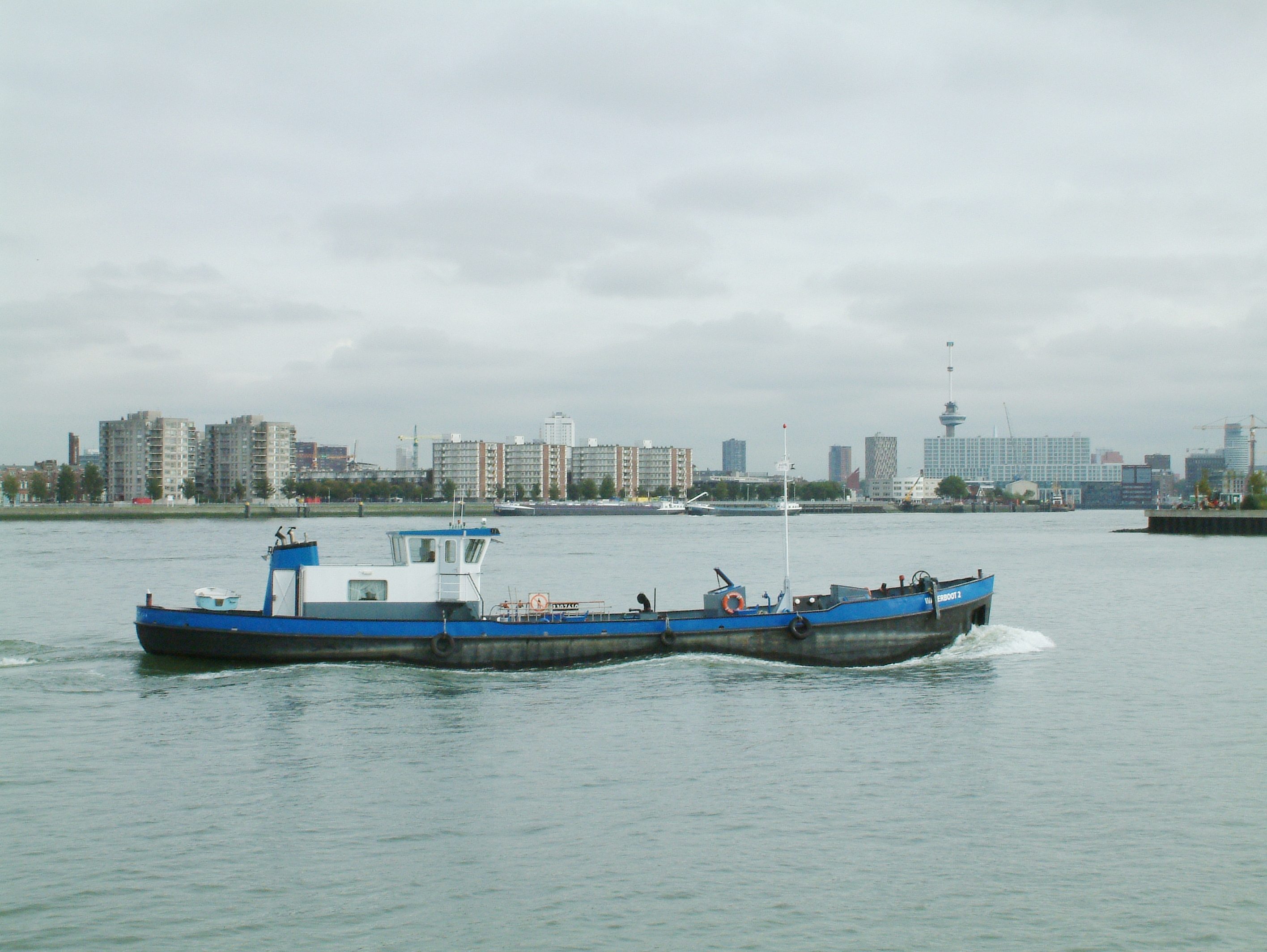
„Waterboot 2“ im Rotterdamer Hafen, eher leer (aus 1950, L = 29,9 m, V = 225 m^{3}) (2008)

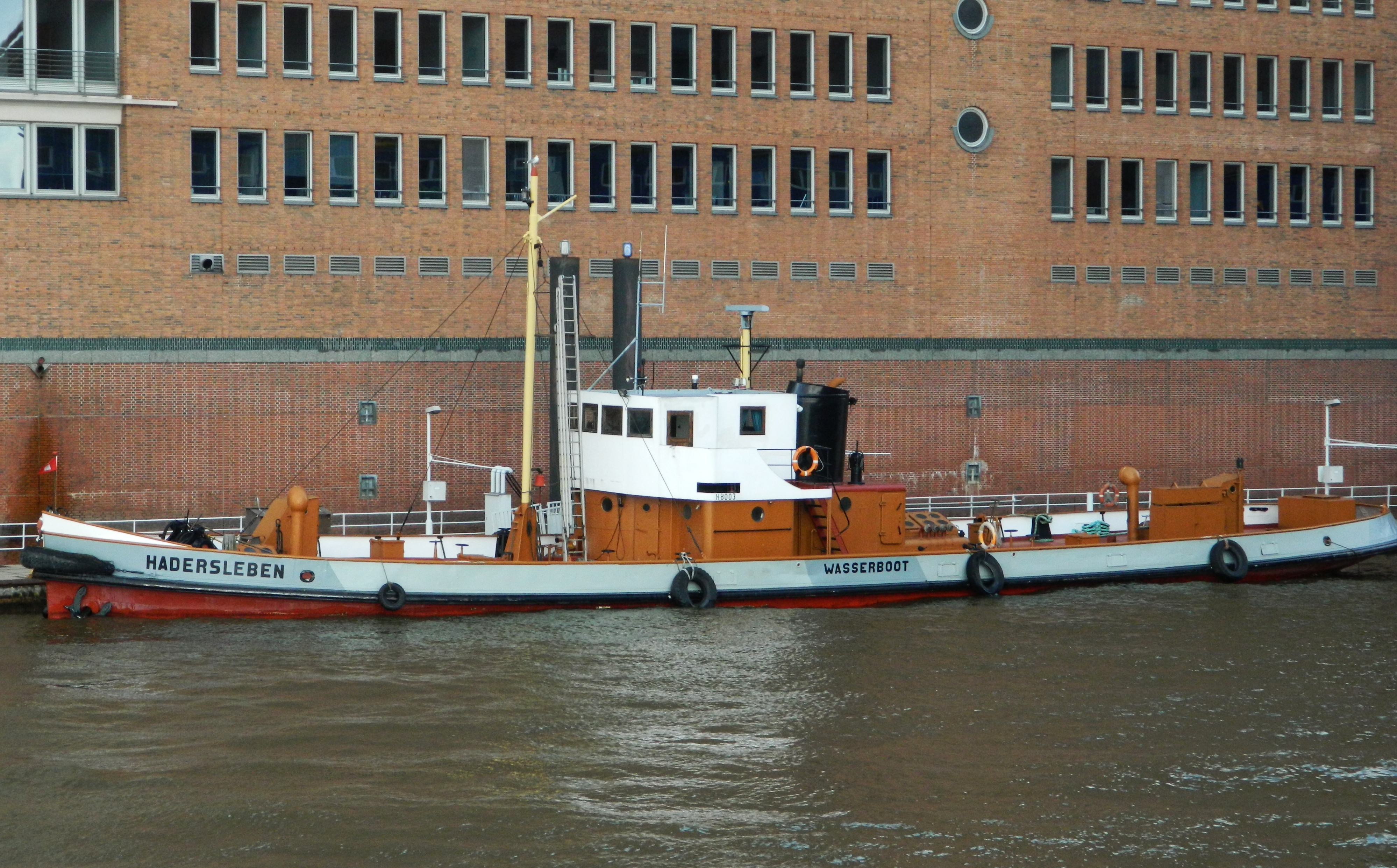
Wasserboot Hadersleben, tief abgeladen, aus 1906, genietet, L = 36,14 m, 400 t Ladekapazität, im Hafen Hamburg, 2012 außer Dienst gestellt (2012)

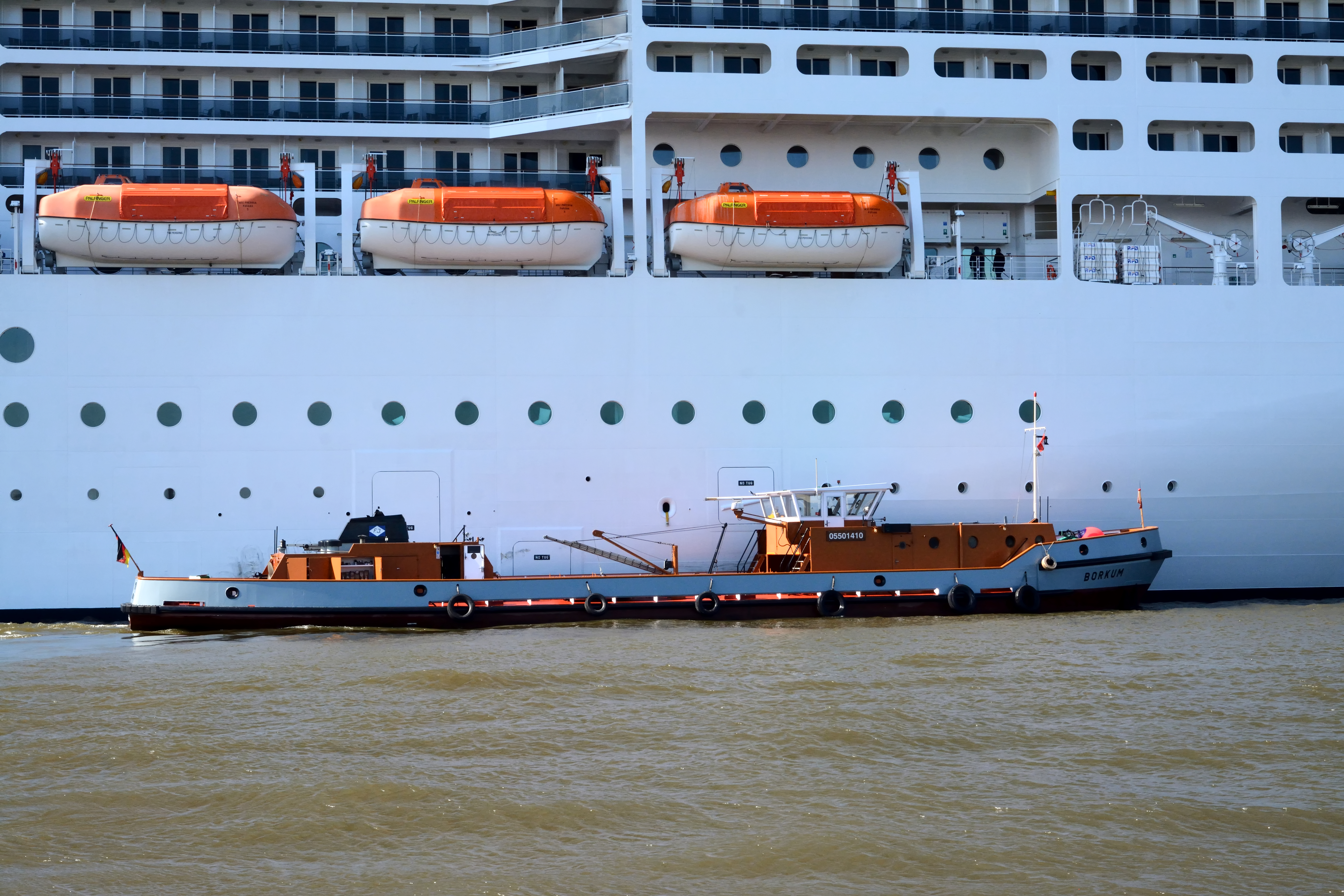
Borkum vor der MSC Preziosa in Hamburg

Wasserboote sind Boote mit Tanks, die in Häfen die See- und Binnenschiffe mit Trinkwasser oder mit demineralisiertem Wasser versorgen.

## Geschichte
Früher wurde das Trinkwasser in den Häfen mit großen Ruderbooten längsseits der Schiffe gebracht und mit Handpumpen übergeben. Mit dem Aufkommen von Dampfschiffen stieg der Bedarf an Wasser. So wurden die Wasserboote größer und ebenfalls mit Dampfmaschinen oder später mit Dieselmotoren versehen.
Im Hamburger Hafen ist „Jacobsen & Cons.“ seit 1. September 1865 für die Wasserversorgung zuständig. In den Häfen Lübeck (seit 1957) und Travemünde (1962) werden die Schiffe ebenfalls durch diese Firma versorgt. Dabei werden in Hamburg die Tankschiffe „Borkum“, die 1906 gebaute „Hadersleben“, die 1911 gebaute „Wasserboot I“ sowie in Lübeck die „Wasserboot V“ eingesetzt.
In Rotterdam und Amsterdam werden die Seeaquarien der Zoos mit frischem Seewasser versorgt. Dazu nehmen Seeschiffe mitten im Meer reines Seewasser als Ballast und verkaufen dieses Wasser an die regionalen Wasserboote.
Schiffe, die Wasser benötigen, setzten früher eine weiße Flagge. Heute geht die Bestellung über Telefon. Auf Flüssen liefern die Bunkerboote bei Bedarf das Trinkwasser.
Andererseits haben moderne Seeschiffe – aber auch Inseln – Trinkwasseraufbereitungsanlagen, die durch Meerwasser gespeist sind. In den Seehäfen hat daher der Wasserbedarf der Schiffe abgenommen.

## Wassertanker

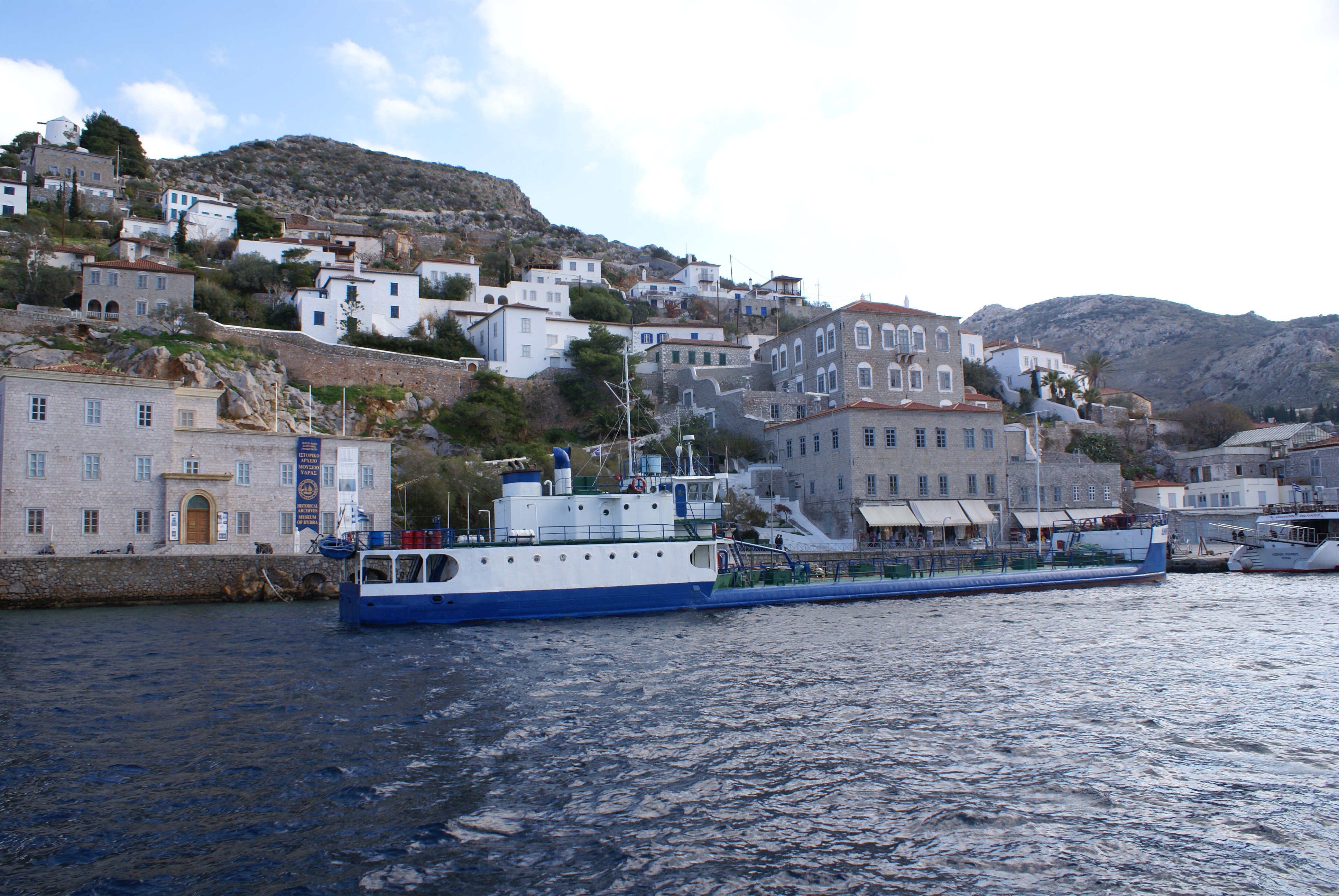
Wassertanker im Hafen der Insel Hydra

Wassertanker sind Tankschiffe zum Transport von Trinkwasser. Sie versorgen bewohnte oder bewirtschaftete Regionen ohne ausreichende natürliche Trinkwasservorkommen. Die griechische Marine verfügt über sechs Wassertanker.
Dass die Bedeutung dieser Tanker durch die Wasserknappheit auf Grund der Bevölkerungszunahme besonders in den Gebieten der Welt in eher trockenen Ländern steigen wird, ist nicht zuletzt durch den Klimawandel zu erwarten. Die vor der indonesischen Küste liegenden Inseln Bunaken, Pulau Siladen und Manado Tua werden täglich von Wasserbooten mit Trinkwasser versorgt.